# Tayasan
Tayasan (Bayan ng Tayasan) är en kommun i Filippinerna. Kommunen ligger på ön Negros, och tillhör provinsen Negros Oriental. Folkmängden uppgår till 30 477 invånare.

## Barangayer
Tayasan är indelat i 28 barangayer.
| - Bacong - Bago - Banga - Cabulotan - Cambaye - Dalaupon - Guincalaban - Ilaya-Tayasan - Jilabangan - Lag-it - Linao - Lutay - Maglihe - Matauta | - Magtuhao - Matuog - Numnum - Palaslan - Pindahan - Pinalubngan - Pinocawan - Poblacion - Santa Cruz - Saying - Suquib - Tamao - Tambulan - Tanlad |